# Plan de San Luis
Rédigé aux  États-Unis à San Antonio, Texas, par Francisco Madero.
Le plan de San Luis, prit le nom de la ville de San Luis Potosi où Madero fut emprisonné peu de temps auparavant dans le seul but d'éviter d'éventuels incidents diplomatiques avec les États-Unis.

Il invite à la non-réélection de Porfirio Díaz, dont il dénonce le régime :
L'ensemble des rouages administratifs, judiciaires et législatifs est le jouet d'une seule volonté, du seul caprice du général Porfirio Díaz, lequel a démontré au cours de sa longue administration, qu'il n'a qu'un principe fondamental, celui qui lui permet de rester au pouvoir à n'importe que prix.
Il fixait la date du soulèvement (qui au départ fut un échec ) au  20 novembre 1910.
Le plan de San Luis promet aussi une réflexion sur la vie des agriculteurs. Cette promesse non tenue sera le déclencheur à son tour du plan d'Ayala d'Emiliano Zapata.